# Ilhéu Quixibá
O Ilhéu Quixibá é um pequeno ilhéu do arquipélago de São Tomé e Príncipe, localizado junto à costa sul da ilha de São Tomé, na Baía da Praia Grande, Golfo da Guiné. Este ilhéu não é habitado.